# Begonia umbraculifolia
Begonia umbraculifolia là một loài thực vật có hoa trong họ Thu hải đường. Loài này được Y.Wan & B.N.Chang mô tả khoa học đầu tiên năm 1987.